# ایمانگالا، ویراجپت
ایمانگالا، ویراجپت (به انگلیسی: Aimangala, Virajpet) یک منطقهٔ مسکونی در هند است که در کارناتاکا واقع شده‌است.